# Argula von Grumbach

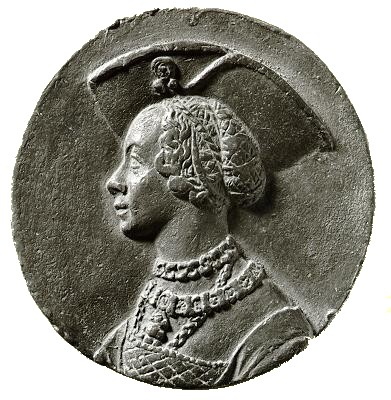
Argula von Grumbach.

Argula von Grumbach, född 1490, död 1564, var en tysk adelskvinna, författare och protestantisk reformator. Hon blev känd för sitt deltagande i den religiösa debatten under reformationen i Tyskland, då hon genom brev och poem stödde den lutherska läran, och räknas som den kanske första protestantiska kvinnan som deltog i den publika debatten under reformationen som författare.   